# Château-Rouge
Château-Rouge là một xã trong tỉnh Moselle, vùng Grand Est đông bắc nước Pháp.